# Арбузинка (Николаевская область)
Арбузи́нка (укр. Арбузинка) — посёлок, административный центр Арбузинского района Николаевской области Украины.

## Название
Название происходит от арбузов, которые возделывали на этой местности.

## Географическое положение
Через посёлок протекает река Арбузинка, посёлок расположен по оба берега реки. Арбузинка находится на расстоянии 131 км к северо-западу от Николаева.

## История
В районе нынешний Арбузинки в 17-18 веках искали убежище беглые крепостные с Брацлавщины, Волыни, Киевщины, Подолья, а также участники крестьянско-казацких восстаний на Украине, спасаясь от феодального гнета. На речке Арбузинка во второй половине 18 века возникло несколько поселений: Гайдамацкое, Литовское, Молдавское. Сюда переселились несколько семей с Полтавщины и вскоре они слились в одно село, получившее название Арбузинка. Село с окрестными землями было продано сенатом богатым колонистам Дауэнгауэру и Окснеру.
В 1817 году Арбузинка, как и ряд других населенных пунктов, вошла в состав военных поселений. В селе разместился эскадрон 3-го полка Бугской уланской дивизии [1423, с. 77]. Наряду с несением военной службы поселенцы занимались и хлебопашеством.
Ко времени ликвидации военных поселений (1857 г.) население Арбузинки составляло 2390 человек [1406, с. 121]. Все они были переведены в разряд государственных крестьян.
По закону от 12 июня 1886 г. государственных крестьян перевели на обязательный выкуп. Согласно закону от 24 ноября 1866 г. о поземельном устройстве государственных крестьян за жителями села сохранялись все земли, находившиеся в их пользовании, но они обязаны были ежегодно платить государственную оброчную подать. Всего крестьяне Арбузинки имели 13,6 тыс. десятин земли. Ежегодно они должны были выплачивать государству более 10 тыс. руб. выкупных платежей. Недоимки по выкупным платежам все время росли.
В 1890 году село Арбузинка относилось к Константиновской волости Елисаветградскому уезду Херсонской губернии, здесь насчитывалось 840 дворов и 4882 жителя, действовали школа, винный склад, 8 лавок и православная церковь.
Капиталистическое развитие села сопровождалось классовым расслоением крестьянства, разорением и обнищанием бедноты, терявшей землю, которая постепенно сосредоточивалась в руках кулаков. В 1905 г. более 60% всех пригодных земельных угодий принадлежало местным помещикам и кулакам, составившим 10% населения. 65% жителей села стали малоземельными и безземельными [575, л. 5—7]. Чтобы как-то свести концы с концами, бедняки искали дополнительные заработки. Более 30 человек работали в кулацких хозяйствах соседних сел. Сельская беднота шла на заработки в города Вознесенск, Одессу, Ольвиополь. Только незначительная часть её возвращалась в своё село на время жатвы.
Во время Великой Отечественной войны в 1941 — 1943 гг. селение находилось под немецкой оккупацией.
С 1967 года — посёлок городского типа.
В мае 1995 года Кабинет министров Украины утвердил решение о приватизации находившейся здесь райсельхозтехники.

## Известные уроженцы
- Святой преподобный Кукша Одесский

## Население
В январе 1989 года численность населения составляла 8178 человек.
По состоянию на 1 января 2013 года численность населения составляла 6390 человек.

### Языковой состав
Родной язык населения по данным переписи 2001 года:
| Язык       | Численность, чел. | Доля     |
| ---------- | ----------------- | -------- |
| Украинский | 6 918             | 93,70 %  |
| Русский    | 287               | 3,89 %   |
| Молдавский | 110               | 1,49 %   |
| Другие     | 68                | 0,92 %   |
| Итого      | 7 383             | 100,00 % |

## Транспорт
Посёлок находится в 4 км от станции Кавуны на линии Колосовка — Помошная Одесской железной дороги.